# تعاون (تطور)
التعاون أو السلوك التعاوني هو مصطلح يصف سلوكيات الكائنات الحية التي تعود بالمنفعة على كائنات حية أخرى، والتي يحابيها الاصطفاء الطبيعي كنتيجة لذلك. وبحسب هذا التعريف يُعتبر الإيثار شكلاً من أشكال التعاون، وفيه لا تعود أي فائدة على الفاعل (الممارس للسلوك التعاوني). أما التعاون الذي يستفيد منه كلا الفاعل والمتلقي يمكن تسميته ب«النفع المتبادل». هنالك عدة نظريات تفسر سبب محاباة الاصطفاء الطبيعي لبعض الأنواع من السلوك التعاوني، لكن ليست جميعها متناقضة، وقد تسهم عدة نظريات في تفسير جوانب معينة من السلوك التعاوني.
في التطور، التعاون أو السلوك التعاوني هو العملية التي تعمل فيها مجموعات من الكائنات الحية من أجل المنافع المشتركة أو المتبادلة. يُعرّف هذا السلوك بشكلٍ شائع على أنه أي تكيّف بشكلٍ جزئي على الأقل من أجل زيادة النجاح الإنجابي للشركاء الاجتماعيين الفاعلين. على سبيل المثال، لا تشجع المجموعات الإقليمية للأسود الذكور الدخلاء ومن المرجّح أن تعود بالنفع على جميع المساهمين.
تتناقض هذه العملية مع المنافسة داخل المجموعة حيث يعمل الأفراد ضد بعضهم البعض لأسبابٍ أنانية. لا يوجد التعاون فقط عند البشر ولكن في الحيوانات الأخرى أيضًا. إن تنوع الأصناف التي تُظهر التعاون كبير للغاية حيث يتراوح بين قطعان الحمار الوحشي وطيور الثرثار المرقطة إلى الفيلة الأفريقية. تتعاون العديد من الأنواع الحيوانية والنباتية مع كل من أعضاء الأنواع الخاصة بها ومع أعضاء الأنواع الأخرى.

## عند الحيوانات
يبدو أن التعاون في الحيوانات يحدث في الغالب لتحقيق منفعة مباشرة أو بين الأقارب. قد يبدو إنفاق الوقت والموارد التي تساعد الفرد ذي الصلة في البداية مدمرًا لفرص الكائن الحي في البقاء لكنه مفيد بالفعل على المدى الطويل. نظرًا لأن الأقارب يشاركون جزءًا من التركيب الوراثي المساعد، فإن تعزيز فرصة كل فرد للبقاء على قيد الحياة قد يزيد بالفعل من احتمال انتقال السمات الوراثية للمساعد إلى الأجيال القادمة.
يؤكد بعض الباحثين مثل أستاذ البيئة تيم كلوتون بروك أن التعاون عملية أكثر تعقيدًا. يذكرون أن المساعدين قد يحصلون على مكاسب أكثر مباشرةً وأقل غير مباشرةً من مساعدة الآخرين مقارنة بما هو شائع. وتشمل هذه المكاسب الحماية من الافتراس وزيادة اللياقة الإنجابية. علاوةً على ذلك، يصرون على أن التعاون قد لا يكون مجرد تفاعل بين فردين ولكن قد يكون جزءًا من الهدف الأوسع المتمثل في توحيد السكان.

### اصطفاء القرابة
إن أحد أشكال التعاون المحددة عند الحيوانات هو اصطفاء القرابة الذي يتضمن الحيوانات التي تعزز النجاح التناسلي لأقاربهم وبالتالي تعزيز لياقتهم.
اقتُرحت العديد من النظريات المختلفة تشرح اصطفاء القرابة بما في ذلك فرضيات «الدفع مقابل البقاء» و «ميراث الإقليم». تشير نظرية «الدفع مقابل البقاء» إلى أن الأفراد يساعدون الآخرين في النسل من أجل إعادة صالح المربين الذين يسمحون لهم بالعيش على أرضهم. تؤكد نظرية «ميراث الإقليم» أن الأفراد يساعدون من أجل تحسين الوصول إلى مناطق التكاثر بمجرد مغادرة المربين.
تدعم الدراسات التي أُجريت على الذئاب الحمراء زعم الباحثين السابقين بأن المساعدين يحصلون على مكاسب فوريةٍ وطويلة الأجل من التربية التعاونية. قيّم الباحثون عواقب قرارات الذئاب الحمراء بالبقاء مع قطعانهم لفتراتٍ طويلة من الوقت بعد الولادة.
في حين أن التأخر في التشتت قد ساعد ذرية الذئاب الأخرى، إلا أن الدراسات وجدت أيضًا أنه مدد فترة حياة الذئاب الذكور المساعدين. هذا يشير إلى أن اصطفاء القرابة قد لا يفيد الفرد فقط على المدى الطويل من خلال زيادة الصلاحية أو اللياقة ولكن أيضًا في المدى القصير من خلال زيادة فرص البقاء على قيد الحياة.

## التفسير
توفر نظرية الصلاحية (أو اللياقة) الشاملة نظرة عامة جيدة على الحلول الممكنة لمشكلة التعاون الأساسية. تستند النظرية إلى فرضية أن التعاون يساعد في نقل الجينات الكامنة إلى الأجيال القادمة إما من خلال زيادة النجاحات الإنجابية للفرد (اللياقة المباشرة) أو الأفراد الآخرين الذين يحملون نفس الجينات (اللياقة غير المباشرة). يمكن أن تنجم المنافع المباشرة عن ناتج ثانوي بسيط للتعاون أو آليات إنفاذ، في حين أن الفوائد غير المباشرة يمكن أن تنتج عن التعاون مع أفراد متشابهين وراثيًا.

### فوائد اللياقة المباشرة
يُسمى هذا أيضًا التعاون متبادل المنفعة حيث يعتمد كل من الفاعل والمستلم على مزايا اللياقة المباشرة والتي تُقسّم إلى نوعين مختلفين: الاستفادة من المنتجات والإنفاذ.

### فوائد اللياقة غير المباشرة
إن الدرجة الثانية من تفسيرات التعاون هي فوائد اللياقة غير المباشرة أو التعاون الغيري. هناك ثلاث آليات رئيسية تولّد هذا النوع من فوائد اللياقة وهي: التشتت المحدود والتمييز بين الأقارب وتأثير اللحية الخضراء.
اقترح هاميلتون في الأصل أن العلاقة المرتفعة يمكن أن تنشأ بطريقتين: الاعتراف المباشر بأقارب الأفراد أو التشتت المحدود أو لزوجة السكان والتي يمكن أن تُبقي الأقارب معًا. إن أسهل طريقة لتوليد الترابط بين الشركاء الاجتماعيين هي التشتت المحدود وهي آلية يرتبط فيها التشابه الجيني بالقرب المكاني. إذا لم يتحرك الأفراد بعيدًا، فإن الأقارب عادةً ما يحيطون بهم. وبالتالي، فإن أي فعل غيري سيكون موجّها في المقام الأول نحو الأقارب.

## اصطفاء متعدد المستويات
تقترح نظرية الاصطفاء متعدد المستويات أن الاصطفاء أو الانتقاء يعمل على أكثر من مستوى. على سبيل المثال، قد يعمل على مستوى ذري وجزيئي في الخلايا، وعلى مستوى الخلايا في الجسم ثم مرة أخرى على مستوى الكائن الحي بأكمله ومستوى المجتمع ومستوى الأنواع. يُقصى أي مستوى غير تنافسي مع الآخرين من نفس المستوى حتى لو كان المستوى أدناه منافسًا للغاية.
المثال الكلاسيكي هو مثال الجينات التي تمنع السرطان. تنقسم الخلايا السرطانية بشكلٍ لا يمكن السيطرة عليه، فهي ناجحةٌ جدًا على المستوى الخلوي لأنها (على المدى القصير) تتكاثر جيدًا وتخرج خلايا أخرى متنافسة في الجسم. ومع ذلك، على مستوى الكائن الحي بأكمله، غالباً ما يكون السرطان قاتلاً وبالتالي قد يمنع التكاثر. لذلك، فإن التغييرات التي تطرأ على الجينوم والتي تمنع السرطان (على سبيل المثال، عن طريق جعل الخلايا التالفة تعمل بشكلٍ تعاوني عن طريق تدمير نفسها) تكون مفضلة.

## تأثير السوق
إحدى النظريات التي تقترح آلية يمكن أن تؤدي إلى تطور التعاون هي «تأثير السوق» كما اقترح كل من نو وهامرشتاين تعتمد الآلية على حقيقة أنه في كثير من الحالات توجد مفاضلة بين الكفاءة في الحصول على المورد المطلوب وكمية الموارد التي يمكن للمرء الحصول عليها بنشاط. في هذه الحالة، يمكن لكل شريك في النظام الاستفادة من التخصص في إنتاج مورد معين والحصول على المورد الآخر عن طريق التجارة. عند وجود شريكين فقط، يمكن لكل منهما أن يتخصص في مورد واحد، ويتاجر في المورد الآخر. يتطلب تداول المورد تعاونًا مع الشريك الآخر ويتضمن عملية تقديم عطاءات ومساومة.
يمكن الاعتماد على هذه الآلية داخل كل من الأنواع أو المجموعات الاجتماعية وداخل أنظمة الأنواع. يمكن تطبيقه أيضًا على نظام متعدد الشركاء حيث يكون لمالك المورد القدرة على اختيار شريك التعاون الخاص به. يمكن تطبيق هذا النموذج في النظم الطبيعية. من السهل على سبيل المثال أن تكون أنظمة من التجارة الدولية. تسيطر الدول العربية على كميات هائلة من النفط لكنها تسعى إلى الحصول على تقنيات من الدول الغربية التي بدورها بحاجة إلى النفط العربي وبالتالي فإن الحل هو التعاون عن طريق التجارة.

## تاريخ بحث التعاون
واحدة من أولى الإشارات إلى التعاون في مجال الحيوان أُجريت بواسطة تشارلز داروين الذي أشار إلى أنه يمثل مشكلة محتملة لنظريته في الاصطفاء الطبيعي. في معظم القرن التاسع عشر، ناقش مثقفون مثل توماس هنري هكسلي وبيتر كروبوتكين بشدة ما إذا كانت الحيوانات تتعاون مع بعضها البعض وما إذا كانت الحيوانات قد أظهرت سلوكيات غيرية.
في أواخر القرن العشرين، ركزت بعض الأبحاث المبكرة في مجال التعاون الحيواني على فوائد العيش الجماعي. في حين أن العيش في مجموعة ينتج تكاليف في شكل زيادة وتيرة هجمات الحيوانات المفترسة ومنافسة التزاوج أكثر حيث أن بعض الحيوانات تجد أن الفوائد تفوق التكاليف.